# شوهی نومورا
شوهی نومورا (انگلیسی: Shūhei Nomura؛ زادهٔ ۱۴ نوامبر ۱۹۹۳) بازیگر اهل ژاپن است.